# Кобб салат
Кобб-салат — одна з найпопулярніших страв у США. До складу салату входять курятина, смажений бекон, томати, селера, яйця, авокадо, сир, а також зелень та заправка на основі оливкової олії та гірчиці.
Усі інгредієнти салату викладаються на великий таріль окремими смугами. Заправка до салату подається окремо. Виглядає така страва цікаво, адже складові не змішуються. Ви можете брати ті інгредієнти, які вам хочеться, комбінуючи їх на свій смак.
Вперше приготували салат у Каліфорнії, а точніше в Голлівуді у 1937 році.
Свою назву салат отримав від імені автора, власника ресторану «Дербі Браун» Боба Кобба.
Сьогодні салат готують і з відвареною, і запеченою, і смаженою курячою грудинкою. Сир використовують або чеддер, або з блакитною пліснявою типу дорблю.